# Road to Germany
Road to Germany («Дорога в Германию») — третья серия седьмого сезона мультсериала «Гриффины». Премьерный показ состоялся 19 октября 2008 года на канале FOX. Четвёртый эпизод из цикла «Road to…».

## Сюжет
Морт Голдман путает машину времени Стьюи с туалетом и, зайдя туда, переносится в 1 сентября 1939 года — день начала Второй мировой войны. Стьюи с Брайаном отправляются ему на выручку. Они оказываются в Варшаве. Друзья заходят в синагогу Ножиков, где и находят Морта, который является свидетелем свадьбы собственного прадеда и прабабушки. Стьюи и Морт уговаривают пса задержаться в прошлом, чтобы погулять на торжестве, но слишком поздно до них доходит, что́ сегодня за день — нацистские войска вторгаются в Польшу.
Троица готовится к экстренному возвращению домой, но «возвращатель» Стьюи сломался. Их обнаруживают немецкие солдаты. Приятелям удаётся сбежать, и они добираются до оккупационной границы, где пытаются покинуть территорию, переодев Морта в католического священника. Затея проваливается, и тогда они угоняют мотоцикл. Нацисты бросаются за ними в погоню на автомобиле, но врезаются в грузовик с навозом.
Через некоторое время друзья добираются до морской базы нацистов, где угоняют подводную лодку. Их преследует другая лодка, но оторваться от преследования помогает безумная идея Стьюи выбросить за борт газету, на странице которой красуется фото Гитлера, здоровающегося с Щекоткой: газета налипает на лобовое стекло преследователей, те в шоке теряют управление и врезаются в дно.
Вскоре приятели достигают разбомбленного Лондона, но и там машину времени починить не удаётся: нужен уран, который в то время можно добыть лишь в сверхсекретной лаборатории в Берлине.
Стьюи хитростью вступает в ряды Королевских ВВС, и троица в составе эскадрильи летит в Германию. В пути они вступают в тяжёлый воздушный бой с немецкими истребителями, но успешно выбрасываются из падающего самолёта на надувном плоту и добираются до Берлина. С помощью счётчика Гейгера Стьюи находит секретную лабораторию. Друзья нападают на троих немцев и отбирают у них форму. С помощью чёрного маркера малыш маскирует себя под Гитлера и таким образом добывает себе уран у доверчивых учёных. Приятели ищут спокойное место, чтобы активировать «возвращатель», но внезапно сталкиваются с настоящим Гитлером. Стьюи, Брайан и Морт на краю гибели, но последнему удаётся активировать машину времени, и все возвращаются домой.
Вернувшись, Стьюи убивает Морта и уничтожает свой аппарат. Оказывается, они вернулись на 30 секунд раньше, чем Морт, который ещё не был в прошлом, зашёл в комнату Стьюи, поэтому в реальности остаётся Морт, так и не добежавший до туалета.

## Создание
Автор сценария: Патрик Мейган
Режиссёр: Грег Колтон
Композитор: Уолтер Мёрфи[уточнить]
Приглашённые знаменитости: Брайан Блессид, Грегори Жбарэ, Мартин Сэвэдж, Джефф Уицке и Роберт Бумфилд.